# Cielo abajo

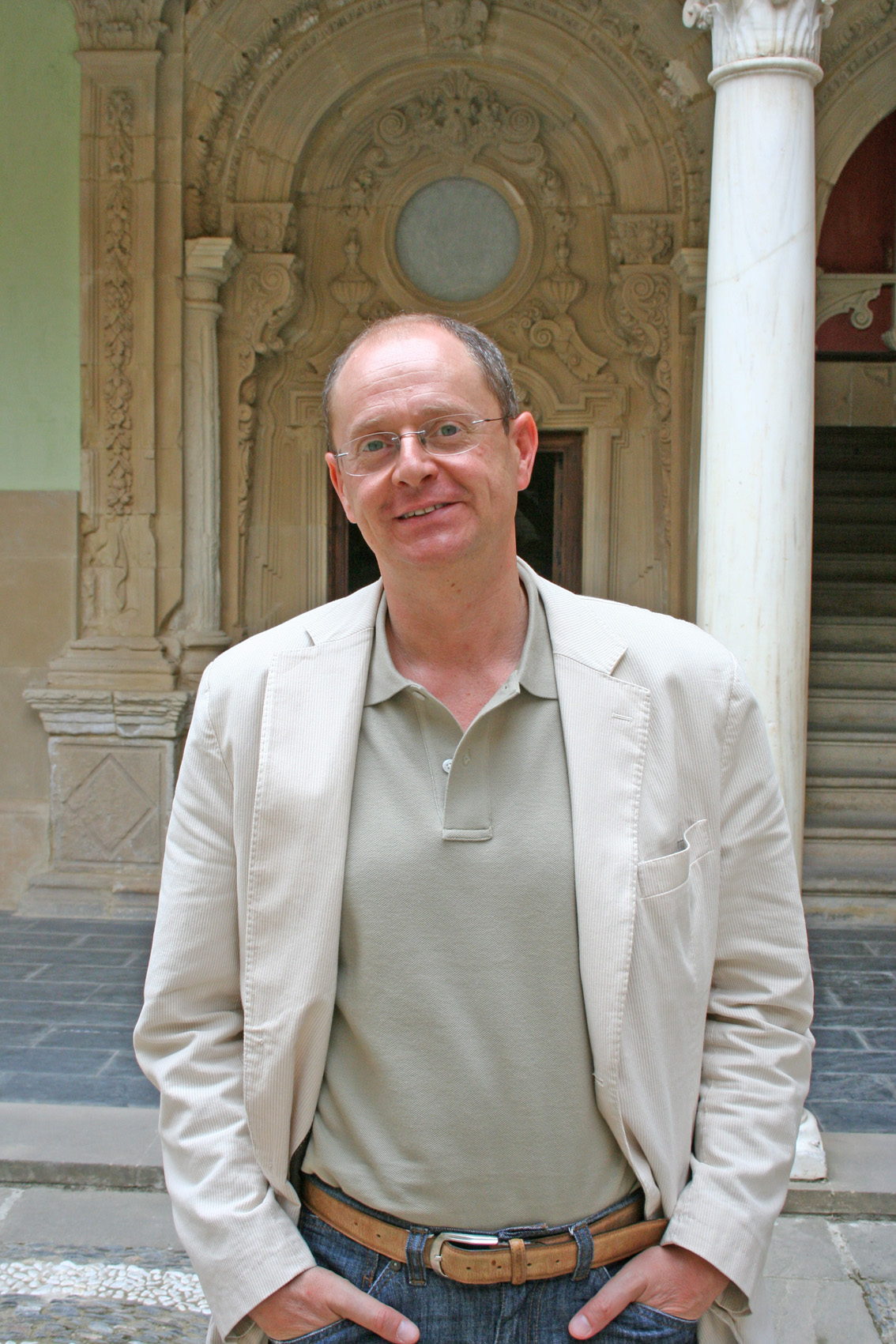
Fernando Marías Amondo impartió una conferencia en el curso "Literatura y otras realidades", en los cursos de verano 2007 de la Universidad Internacional de Andalucía.

Cielo Abajo es una novela de Fernando, que nace en el año 2002.
No se trata de una historia sobre la Guerra Civil, pero la presencia de este suceso histórico es evidente. En unas ocasiones aparece en primer plano y en otras, más frecuentes, como fondo de la historia que se nos muestra. La Guerra Civil es una batalla cercana, pero también muy lejana para los lectores adolescentes, a los que se dirige este libro. Normalmente, esta guerra, no se trata de manera objetiva. Sin embargo, Fernando Marías la relata desde los dos lados, a través de los ojos de un hombre que traiciona a ambos bandos. El autor emplea el suspense para atrapar al lector con amores que perduran de por vida, amigos que se traicionan y batallas en los cielos, con aviones de guerra.

## Resumen
Un hombre que sueña con ser escritor ve sus esperanzas frustradas tras ser rechazado por una editorial, en ese momento decide llamar a Enrique, un amigo suyo que le da trabajo en una casa vieja de Atocha cambiando el papel de la pared, en ella el narrador encuentra las letras “Constanza 7/11/36”, al principio no le da mucha importancia, pero al cabo de un rato un repartidor llega con un paquete para el antiguo propietario, nuestro protagonista se niega a recogerlo, pero tras la insistencia del repartidor este acepta quedárselo para entregarlo al propietario legítimo del paquete, acaba sucumbiendo a la tentación y decide abrirlo, se trataba de un libro, así que decide leerlo .
Este narra la historia de un joven huérfano de 15 años que sueña con ser aviador desde los 5 años, llegada esa edad (15 años) el orfanato decide su futuro, a él le toca ser cura, y a otro compañero le toca ser soldado, como ninguno quiere su destino los intercambian junto con su nombre, “Joaquín Dechén” fue desde entonces su nombre, y su destino un cuartel de Ávila en el que vio comenzar la guerra civil española y donde conoció a Luis Cortés, el aviador que le enseñó a volar, aunque antes de aprender, Joaquín decidió colarse en el avión de Cortés para saber que se sentía al volar, en él llegó a un descampado en el que Cortés se encontró con su amigo Ramiro, que le informó de la muerte de su hermano Javier, al subir de nuevo al avión Cortés descubre a Joaquín, pero en vez de enfadarse le cuenta que él y Ramiro eran amigos, pero Ramiro se había cambiado al bando republicano y había matado a su hermano.
Justo entonces el narrador oyó a un hombre abriendo la puerta y escondió el libro. El hombre le preguntó si había llegado un paquete, entonces el narrador le preguntó si era Joaquín Dechén, sin embargo, el hombre lo negó diciendo que era solo un amigo. El narrador le dijo que no había llegado nada y que si llegaba algo lo podía pasar a buscar más tarde. El narrador no estaba convencido de que aquel hombre fuera solamente un amigo porque tenía la llave de su casa y además sabía lo del paquete. Entonces cogió el libro que había escondido, mando hacer una fotocopia para leerlo más tarde y lo empezó a seguir discretamente, poco después llegan a un aeródromo de Atocha, Joaquín entra en una zona de acceso restringido y el narrador sigue leyendo mientras espera.
Poco tiempo después Cortés pide el traslado de Joaquín para enseñarle a volar y le encomienda una misión de espionaje a Ramiro (que entonces era un alto cargo de la república). Tras su entrenamiento e instrucción, Joaquín entra en Madrid, donde se hace consciente de los bombardeos constantes y comienza su misión de espionaje en una buhardilla de Cortés cerca de la casa de Ramiro, que le acoge en su casa, en la que conoce a la primera Constanza (la mujer de Ramiro), también conoce al vecino de abajo, don Manuel, un hombre mayor amigo del matrimonio al que tras una charla roba una pequeña linterna para ahora sí enviar mensajes a Cortés, que sobrevuela Madrid todos los días a las 12 de la noche en punto.
Justo en ese momento Joaquín sale de la zona de acceso restringido vestido de aviador y se dirige al bar en el que el narrador se había quedado a esperar, y la verse acorralado por un hombre grande y por Joaquín, el narrador se delata, Joaquín en vez de enfadarse se alegra porque dice que le ha ahorrado trabajo y le pide que al día siguiente entregue un sobre, poco después los tres fueron al campo de aviación porque Joaquín dijo que tenía que grabar un video de un vuelo, que acaba con la palabra “Constanza” escrita en el cielo y Joaquín muerto. Justo entonces Constanza llama al móvil de Joaquín, que ahora tenía el narrador, y quedan para entregar el sobre, el libro y la cinta de video con todo lo ocurrido durante el vuelo. Mientras esperaba la hora a la que quedaron sigue leyendo.
Los días con la familia Republicana iban bien, hasta que una noche, Joaquín, mientras escuchaba una conversación de Ramiro y Constanza, se dio cuenta de que ellos también estaban angustiados y tristes por la guerra, y desde entonces dejó de enviar mensajes a Cortés. Un par de días más tarde, cerca de la buhardilla comienza un bombardeo así que Constanza, Ramiro, don Manuel y Joaquín se refugian en un sótano, durante el bombardeo Constanza se pone de parto y suben al piso de don Manuel en el que nace su hija ( ala que también llamaron Constanza) y entonces Constanza pide a Ramiro que le haga una promesa (que su hija estaría siempre a salvo) y escribe la fecha en la pared “Constanza 7/11/36”, justo después Ramiro va al ministerio y Joaquín le sigue, pasan las horas y la defensa sigue funcionando, al no poder ayudar a Ramiro Joaquín decide volver con Constanza, pero de camino los aviones republicanos y franquistas comienzan a pelear con la victoria para los segundos, una vez acabada la batalla en el cielo solo quedan dos aviones, el de Ramiro y el de Cortés, que acaba con Ramiro, Joaquín va a ver si realmente ha muerto o ha conseguido aterrizar, pero para cuando vuelve Constanza ha muerto por una bomba, en ese momento Joaquín se delata y cuenta a don Manuel que es un espía, sale corriendo y abandona a la hija de Constanza y a don Manuel.
Fue entonces cuando llegó la hora del encuentro con Constanza, el narrador entrega el video y el libro y juntos van a verlo a casa de Joaquín, Constanza lee el libro y mientras tanto el narrador termina de leer su fotocopia.
Un Joaquín que ahora luchaba en las filas franquistas cuenta a Cortés sobre la muerte de Constanza, y desde entonces no vuelve a ser el mismo. Años más tarde al terminar la guerra Joaquín vuelve al piso de don Manuel, al que unos soldados estaban torturando, una vez los saca de allí Joaquín le pregunta al moribundo don Manuel donde esta Constanza, pero muere sin responder. Y no fue hasta 1966 que, en el bar habitual de Joaquín, este encuentra a Constanza ya adulta, y decide seguirla hasta el orfanato en que él había sido criado y donde don Manuel había escondido a Constanza cuando solo era un bebe. Poco después Joaquín le consigue un trabajo en la empresa de Cortés y un piso de alquiler, pero siempre sin que ella se enterase de que fue él, pero Cortés no soportaba tener el recuerdo de haber matado a Constanza con su bomba así que la despide a ella y a su marido. Un tiempo después la encuentra como señora de la limpieza el su bar habitual y decide contratarla como limpiadora y además le hace un préstamo para cubrir la deuda del piso y ella le cuenta que está embarazada. Unos días más tarde se entera de que Cortés tiene un detective investigando a Constanza y le cuenta sus sospechas de que el marido de Constanza planea matarlo, y como él debe asesinarlo antes para evitar su propia muerte, tras este delirio Joaquín planea asesinarle para evitar la muerte del marido de Constanza, pero poco después ella llega a su portal agitada porque su marido ha muerto en un extraño accidente en el trabajo. Unos días más tarde Joaquín sabotea la avioneta de Cortés, que se estrella y muere. Constanza tiene a su hija a la que también llaman Constanza y junto a Joaquín montan una empresa “Avionetas Atocha” que nunca llega a funcionar y por ello lo cerraron, la nieta de Constanza se emancipa. Constanza Muere en 2002 y en su funeral Constanza y Joaquín se conocen y hablan sobre la herencia del aeródromo y Joaquín le enseña a volar y cuenta como empezó a escribir esta historia para finalmente suicidarse.
El narrador se despierta y se toma un café con Constanza antes de ir al aeródromo, una vez allí Constanza da su primer paseo en avioneta al narrador y allí volando concluye la historia.

## Autor
Fernando Marías Amondo es un novelista y, también, cineasta que nació en Bilbao en 1958. 
En sus libros podemos observar como se entremezclan sus dos grandes pasiones: la literatura y el cine. Es autor de las novelas: La luz prodigiosa (Premio Ciudad de Barbastro 1999 y llevada al cine con su propio guion) y El niño de los Coroneles (Premio Nadal 2001), entre otros títulos. También ha publicado con Anaya El vengador del Rif, La batalla de Matxitxako y Los Fabulosos Hombres Película.
En 2005 recibió el II Premio Anaya de Literatura Infantil y Juvenil por Cielo Abajo y, en 2006, por este mismo título, le concedieron el Premio Nacional de Literatura Infantil y Juvenil.